# John McCormack
Il conte John Francis McCormack (Athlone, 14 giugno 1884 – Drumsna, 16 settembre 1945) è stato un tenore irlandese naturalizzato statunitense celebre per la sua perfetta dizione e per il controllo del respiro.

## Biografia
Quarto di undici figli di Andrew McCormack e Hannah Watson
venne battezzato nella chiesa di St. Mary's Church ad Athlone il 23 giugno 1884. I suoi genitori erano impiegati presso la Athlone Woollen Mills.
McCormack studiò presso i fratelli Maristi ad Athlone e successivamente al Summerhill College di Sligo. Nel 1903 vinse la medaglia d'oro del Feis Ceoil di Dublino e nel 1906 sposò Lily Foley dalla quale ebbe i figli Cyril e Gwen.
Nel marzo 1904 entrò in collaborazione con James Joyce, che all'epoca studiava anche lui canto. Richard Ellmann, nella sua biografia di Joyce, afferma che: "Joyce trascorse diverse serate esercitandosi nel canto con lui" (McCormack); quell'anno McCormack convinse Joyce a partecipare al Feis Ceoil.
Una raccolta di fondi in suo favore consentì a McCormack di recarsi in Italia nel 1905 per ricevere una formazione vocale da Vincenzo Sabatini (padre del romanziere Rafael Sabatini) a Milano. Sabatini trovò la voce di McCormack naturalmente intonata e si concentrò sul perfezionamento del controllo del respiro, un elemento che sarebbe diventato fondamentale nella sua fama di cantante lirico.
Nel 1906 fece il suo debutto come tenore al Teatro Chiabrera di Savona e l'anno seguente debuttò al Covent Garden in Cavalleria rusticana di Mascagni, divenendo il più giovane tenore che avesse rivestito il ruolo di protagonista in quel teatro. Nel 1909 iniziò la sua carriera negli Stati Uniti d'America. Michael Scott ("The Record of Singing" 1978) scrisse che in questa fase della sua carriera doveva essere considerato un tenore dello stile italiano, che aveva cantato (e registrato) arie d'opera francesi in lingua italiana. Steane ("Il Gran Tradizione" 1971) sottolineò che, per il suo dedicarsi ai concerti (e la sua identità irlandese), è stato (anche se per un periodo relativamente breve), in sostanza, un tenore lirico italiano.
Nel febbraio 1911, McCormack interpretò il luogotenente Paul Merrill nella prima rappresentazione dell'opera Natoma di Victor Herbert, con Mary Garden nel ruolo della protagonista. Nello stesso anno fece una tournée in Australia con la grande soprano Nellie Melba, allora al culmine della sua carriera, come tenore principale della Melba Grand Opera Season. Ritornò poi in Australia negli anni seguenti per alcune serie di concerti.

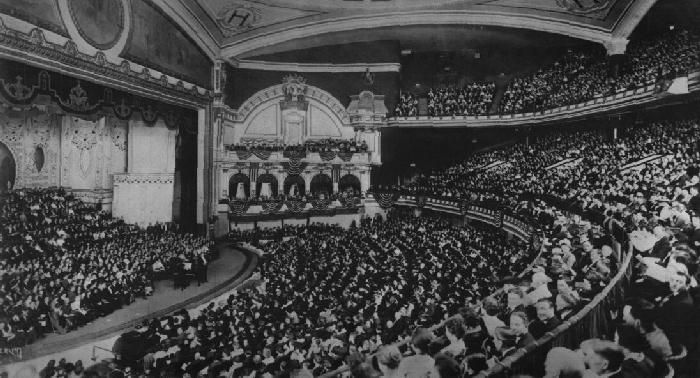
John McCormack al New York Hippodrome c.1915–1916

Nel 1912, stava sempre più dedicando la sua carriera ai concerti, dove la qualità della sua voce e il suo carisma lo fecero diventare il più celebre tenore lirico del suo tempo. Egli, tuttavia, non abbandonò la scena operistica fino a dopo la sua esibizione del 1923 a Monte Carlo, anche se a quel punto le note di testa della sua voce erano ormai contratte. Famoso per il suo straordinario controllo del respiro, riusciva a cantare 64 note in un sol fiato in Il mio tesoro dal Don Giovanni di Mozart e nelle opere di Handel era altrettanto impressionante
McCormack realizzò centinaia di registrazioni fonografiche, la prima delle quali sul fonografo a cilindro nel 1904. La sua più famosa serie di incisioni fu quella per la Victor Talking Machine Company nel corso degli anni 1910 e 1920. Cantò spesso anche alla radio e si esibì come cantante-attore in alcuni film musicali (Wings of the Morning) (1937).
McCormack fu uno dei primi cantanti ad incidere la popolare ballata I Hear You Calling Me composta nel 1908 da Harold Harford e Charles Marshall; la registrò due volte per la Odeon dal 1908 ed altre quattro volte per la Victor tra il 1910 e il 1927 e divenne il suo cavallo di battaglia. Fu il primo a cantare la canzone della prima guerra mondiale, It's a Long, Long Way to Tipperary nel 1914. Incise anche Keep the Home Fires Burning nel 1917, anche se non fu il primo a farlo. Cantò anche canzoni espressive del nazionalismo irlandese; la sua registrazione di The Wearing of the Green, una canzone che parlava della ribellione irlandese del 1798, incoraggiò gli sforzi del XX secolo per l'Irish Home Rule e approvò l'allontanamento nazionalista dal Regno Unito. McCormack contò in particolare le canzoni di Thomas Moore, in particolare The Harp That Once Through Tara's Halls, The Boy Minstrel, Believe Me If All (Those Endearing Young Charms) e The Last Rose of Summer. Tra il 1914 e il 1922, ha registrato quasi due dozzine di brani con l'accompagnamento del violino di Fritz Kreisler, con il quale realizzò anche un giro di concerti. Incise canzoni di Hugo Wolf, per la Hugo Wolf Society, in tedesco.
Nel 1917, McCormack divenne cittadino degli Stati Uniti e nel giugno 1918 donò 11 458 dollari per gli sforzi bellici degli Stati Uniti. Da allora, la sua carriera fu un enorme successo finanziario, che gli fece guadagnare milioni a seguito di record di vendite e presenze, anche se non fu mai invitato a cantare al Teatro alla Scala di Milano.
Dal 1920 iniziò una collaborazione con il pianista Edwin Schneider con il quale divenne "inseparabile."  Quando "Teddy" si ritirò, prese come suo collaboratore Gerald Moore che lo seguì dal 1939 al 1943.
Nel 1927 si trasferì a Moore Abbey, Monasterevin, Contea di Kildare ed ivi visse una vita opulenta per gli standard irlandesi del tempo. Aveva appartamenti a Londra e New York. Sperò che uno dei suoi cavalli da corsa, come ad esempio Golden Lullaby, potesse vincere il Derby di Epsom, ma non fu fortunato.
McCormack acquistò Runyon Canyon a Hollywood nel 1930 da Carman Runyon.  Vide e venne attratto dalla proprietà mentre girava il film Song o' My Heart (1930), uno dei primi film musicali. Impegnò tutto il suo compenso per il film per l'acquisto della proprietà e per la costruzione di una villa che chiamò  San Patrizio, in onore di San Patrizio protettore dell'Irlanda.  McCormack vi abitò fino al suo rientro in Inghilterra nel 1938.
McCormack era spesso in giro per concerti, e in sua assenza la villa veniva spesso lasciata a celebrità come Janet Gaynor e Charles Boyer. I McCormacks avevano molti amici a Hollywood, tra cui Will Rogers, John Barrymore, Basil Rathbone e Charles E. Toberman. Dopo il suo tour d'addio all'America del 1937, i McCormacks affidarono la proprietà a Carman Runyon in attesa di tornare in un secondo momento. Lo scoppio della seconda guerra mondiale impedì loro di tornare.
McCormack terminò la sua carriera alla Royal Albert Hall di Londra nel 1938. Comunque, un anno dopo, cantò in un concerto di beneficenza per la Croce Rossa. 
Continuò a dare concerti, a cantare alla radio e ad incidere per beneficenza fino al 1943, quando il suo stato di salute lo costrinse a ritirarsi definitivamente.
Il sopraggiungere di un enfisema lo indusse ad acquistare una casa vicino al mare, "Glena", Booterstown, Dublino. Dopo una serie di malattie come influenza e polmonite, McCormack morì nel settembre 1945 e venne tumulato nel Deans Grange Cemetery.

## Onorificenze
McCormack ricevette diverse onorificenza per la sua carriera musicale. Nel 1928, ricevette l'onorificenza di conte da Papa Pio XI a seguito della sua azione caritatevole nei confronti della Chiesa cattolica. Insignito dell'Ordine del Santo Sepolcro, di San Gregorio Magno e di San Silvestro, fu anche Cavaliere dell'Ordine di Malta e Cavaliere di Cappa e Spada, onorificenza che equivale a Gentiluomo di Sua Santità.